# Rajd Ypres 1994
Rajd Ypres 1994 (30. Ypres 24 Hours Rally) – 30. edycja rajdu samochodowego Rajd Ypres rozgrywanego w Belgii. Rozgrywany był od 24 do 26 czerwca 1994 roku. Była to dwudziesta szósta runda Rajdowych Mistrzostw Europy w roku 1994 (rajd miał najwyższy współczynnik – 20) oraz szósta runda Rajdowych Mistrzostw Belgii..

## Klasyfikacja rajdu
| Miejsce                                         | Kierowca                                        | Pilot                                           | Samochód                                        | Czas                                            | Strata                                          |                                                 |
| Klasyfikacja generalna, ERC i mistrzostw Belgii | Klasyfikacja generalna, ERC i mistrzostw Belgii | Klasyfikacja generalna, ERC i mistrzostw Belgii | Klasyfikacja generalna, ERC i mistrzostw Belgii | Klasyfikacja generalna, ERC i mistrzostw Belgii | Klasyfikacja generalna, ERC i mistrzostw Belgii | Klasyfikacja generalna, ERC i mistrzostw Belgii |
| ----------------------------------------------- | ----------------------------------------------- | ----------------------------------------------- | ----------------------------------------------- | ----------------------------------------------- | ----------------------------------------------- | ----------------------------------------------- |
| 1.                                              | Patrick Snijers                                 | Dany Colebunders                                | Ford Escort RS Cosworth                         | 3:46:18                                         | 0.0                                             |                                                 |
| 2.                                              | François Chatriot                               | Denis Giraudet                                  | Toyota Celica Turbo 4WD (ST185)                 | 3:49:57                                         | +3:39                                           |                                                 |
| 3.                                              | Alessandro Fassina                              | Massimo Chiapponi                               | Ford Escort RS Cosworth                         | 3:51:32                                         | +5:14                                           |                                                 |
| 4.                                              | Omer Saelens                                    | Jacques Castelein                               | Ford Escort RS Cosworth                         | 3:54:14                                         | +7:56                                           |                                                 |
| 5.                                              | Freddy Loix                                     | André Malais                                    | Opel Astra GSi 16V                              | 3:54:45                                         | +8:27                                           |                                                 |
| 6.                                              | Nicolas Min                                     | Joseph Lambert                                  | Mitsubishi Lancer Evo II                        | 4:03:38                                         | +17:20                                          |                                                 |
| 7.                                              | Pascal Smets                                    | Erwin Mombaerts                                 | Mitsubishi Lancer Evo II                        | 4:04:06                                         | +17:48                                          |                                                 |
| 8.                                              | Frank Broekaert                                 | Steven Vergalle                                 | Ford Escort RS Cosworth                         | 4:05:42                                         | +19:24                                          |                                                 |
| 9.                                              | Gaby Goudezeune                                 | Filip De Pelsemaeker                            | Mazda 323 GT-R                                  | 4:06:19                                         | +20:01                                          |                                                 |
| 10.                                             | Coen Vink                                       | Daniel Sonck                                    | Subaru Legacy RS                                | 4:07:09                                         | +20:51                                          |                                                 |